# O-Nu-Ri
Pour plus de détails, voir Fiche technique et Distribution.
O-Nu-Ri (오늘이) est un court métrage d'animation sud-coréen réalisé par Lee Sung-gang et sorti en 2003. C'est un dessin animé en 2D, dont l'intrigue s'inspire librement d'une légende coréenne ayant trait à l'île de Jeju-do, au Sud du pays. Les graphismes du film s'inspirent de la peinture coréenne traditionnelle.

## Synopsis
Aux tout débuts du monde, une petite fille, O-Nu-Ri, dont on ignore quel âge elle a et d'où elle vient, vit dans l'île de Won-Chun Khang, un pays magnifique où se sont formées les quatre saisons. O-Nu-Ri vit là en compagnie d'une grue géante, Ya-ah, qui lui fait office de mère. Mais une nuit, O-Nu-Ri est kidnappée par plusieurs hommes.

## Fiche technique
- Titre : O-Nu-Ri
- Titre original : 오늘이
- Réalisation : Lee Sung-gang
- Scénario : Lee Sung-gang et Won Hwang
- Musique originale : Il Won
- Montage : Gie-Phyo Kim
- Chargé d'animation : Mun Hee Kim
- Production : Jin-Hee Choi, Jae-Hyung Jung
- Pays :  Corée du Sud
- Langue : coréen
- Durée : 13 minutes
- Format : 1,85:1, couleur
- Date de sortie : 2003

## Accueil critique
Le film a été projeté au festival du film de Giffoni en Italie en 2005, et aux États-Unis au Festival international du film pour enfants de Chicago le 28 octobre 2005.

## Édition en vidéo
En Corée du Sud, le film a fait l'objet d'une édition consistant en un Vidéo CD accompagné du livre du film, parue en 2004.